# St. Michael (Benkendorf)

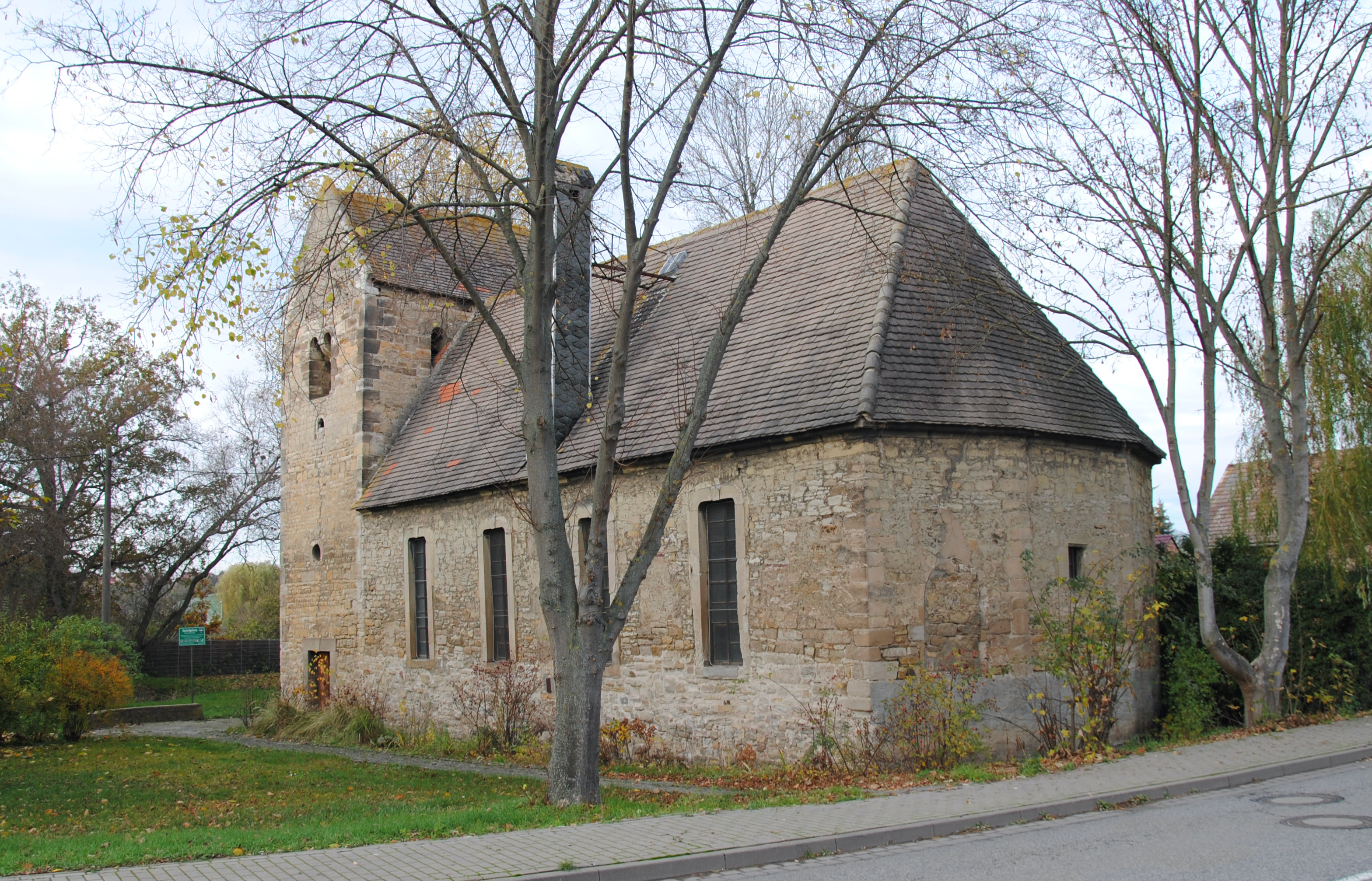
Benkendorf, St. Michael, Außenansicht

Die Kirche St. Michael ist die Dorfkirche in Benkendorf, einem Ortsteil von Salzmünde. Im lokalen Denkmalverzeichnis ist das Bauwerk unter der Erfassungsnummer 094 55576 verzeichnet. Die Kirchengemeinde Benkendorf gehört zum Kirchengemeindeverband Zappendorf-Salzmünde im Kirchenkreis Halle-Saalkreis der Evangelischen Kirche in Mitteldeutschland (EKM).

## Geschichte
Die Kirche zu Benkendorf wurde im 11. Jahrhundert als Filiale von Salzmünde gegründet. Es handelte sich damals um einen kleinen einschiffigen Saalbau mit Westquerturm. 1499 wurde das Kirchenschiff vergrößert und ein dreiseitiger Ostabschluss angefügt. Um 1750 dann wurde das Bauwerk umfassend barockisiert und eine neue Innenausstattung eingebaut, deren Farbfassung in den 1930er Jahren erneuert wurde. Seit geraumer Zeit wird die Kirche nur noch einmal im Jahr genutzt. 2021 wurde ein Kapitell an der Nordseite des Westturmes erneuert und stabilisiert.

## Architektur und Ausstattung
Die Kirche ist eine einschiffige Saalkirche aus Bruchsteinmauerwerk mit dreiseitigem Ostabschluss und breitem Westquerturm. Der Turm besitzt einige romanische Maueröffnungen und rundbogige Schallarkaden in der Glockenstube.
Er wird durch ein Satteldach bekrönt. An der Ostseite der Kirche sind Reste vermauerter rundbogiger Fensteröffnungen zu erkennen. Die Fenster des wie der Turm aus Bruchsteinmauerwerk errichteten Kirchenschiffes sind rechteckig, der Chorabschluss ist heute fensterlos. Das Innere zeigt teilweise eine barocke Ausstattung. Eine hölzerne Tonnendecke überspannt den Raum. Der schmale Kanzelaltar aus Holz besitzt geschnitzte Akanthuswangen, in der Predella ist ein Bibelspruch zu sehen.

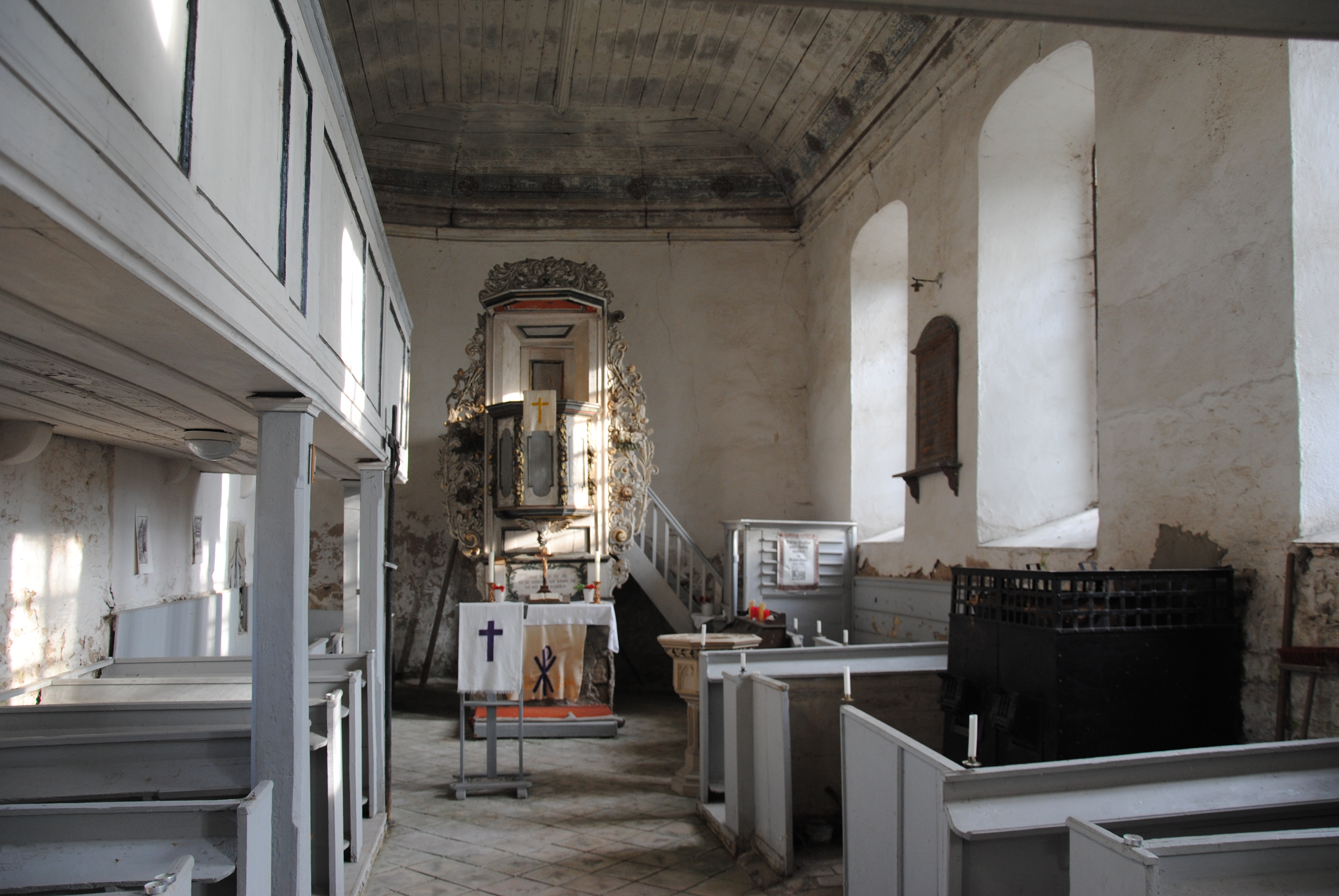
Blick nach Osten im Innenraum

In der Nordwand befindet sich ein gotisches Sakramentshäuschen. Die Empore umläuft in L-Form den Raum und besteht aus Holz. Bemerkenswert ist ein gusseiserner Ofen, welcher die Kirche im Winter wärmt. Der Innenraum ist durchweg in hellen Farben wie Weiß und Ocker mit roten und blauen Akzenten gehalten.

## Orgel
Die heutige Orgel in Benkendorf wurde 1907 durch die Firma Furtwängler & Hammer erbaut. Die sechs Register auf zwei Manualen und pneumatischen Laden hinter wurden in einen barocken Prospekt eingefügt. Die Orgel besaß nie einen elektrischen Winderzeuger; sie ist seit langem nicht spielbar.

## Glocken
In der Glockenstube der Kirche läuten heute zwei Glocken. Die kleinere wurde 1517 von einem unbekannten Gießer geschaffen und ist mit einem Zinnenfries und einer Strahlenkranzmadonna verziert, die große Glocke mit sehr leichter, etwas verkürzter Rippe entstammt der Werkstatt des Hallenser Gießers Simon Wildt, sie wurde 1652 gegossen. Beide Glocken hängen an geraden Holzjochen und sind nur von Hand zu läuten, die Klöppel bedürfen einer dringenden Überholung.